# Dantalion

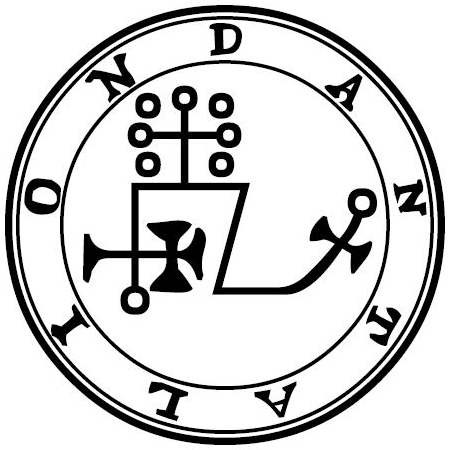
Selo de Dantalion.

Na demonologia, Dantalion (ou Dantalian) é o Poderoso Grande Duque do Inferno, e tem sob seu comando, trinta e seis legiões de demônios, um gênio, ele é o septuagésimo primeiro de 72 espíritos de Salomão. Ele ensina todas as artes e ciências, e também, declara os segredos, já que ele conhece todos os pensamentos humanos e pode muda-los à sua vontade. Ele também pode causar amor e mostrar à semelhança de qualquer pessoa, e mostra o mesmo por meio de visão, e poderá mostrar a uma pessoa, em qualquer parte do mundo.
Ele é descrito como um homem com muitas aparições, o que significa em vários rostos de todos os homens e mulheres. Há também muitas representações em que é descrito, que ele segura um livro na mão direita, que é o grimoire  de arte elevada.
"O septuagésimo primeiro Espírito é Dantalion. Ele é o Poderoso Grande Duque e aparece na forma de um homem com rostos de muitos, de todas as faces de homens e mulheres. Ele tem um livro na mão direita. Sua virtude, está em ensinar todas as Artes e até qualquer das Ciências, e para declarar o segredo de qualquer um, ele conhece os pensamentos de todos os homens e mulheres, e pode muda-las à sua vontade. Ele pode causar o amor, e mostra o semelhante a qualquer pessoa e mostrar o mesmo através da visão, sejam eles de qualquer  parte do mundo. Ele comanda trinta  e seis legiões e este é o seu selo."
- A Chave Menor de Salomão
- Título: Duque.
- Elemento: Água.
- Cor da  vela: Verde.
- Posição no Zodiaco:20 - 24º Graus de Peixes.
- Governo: 1 - 10 de Março.
- Horário: Livremente evocado do amanhecer até o por-do-sol.
- Planeta: Vênus.
- Incenso: Sândalo.
- Metal: Cobre.
- Carta de Tarô: 10 de Copas.
- Mantra: Ah-vah-jay ah-yer Dan-tah-lee-on on ka.